# Кпуз
Кпуз (алб. Kpuz) је насеље у општини Клина, Косово и Метохија, Република Србија.

## Географија
Кпуз се налази са десне стране пута Клина — Ђаковица, тачније, на 12-так км од Клине. Испод села, уз саму реку Дрим (Бели Дрим) пролази пруга Косово Поље — Призрен. У оквиру села Кпуз, које је иначе албанско, постоји заселак који се зове 9 кућа. Ради се о мештанима, црногорцима који су се ту доселили из околине Берана пре 2. светског рата. То су породице Војиновић, Недовић, Боричић, Малевић, Цветковић, Богавац, Радуновић, Радевић, Бубања и Тмушић.
У засеоку више нема становника, сви су протерани 1999. године.